# Euphorbia hainanensis
Euphorbia hainanensis là một loài thực vật có hoa trong họ Đại kích. Loài này được Croizat mô tả khoa học đầu tiên năm 1940.